# Anazarbo
Anazarbo fu un'antica città della Cilicia, nell'attuale Turchia, posta nella pianura aleiana a 15 chilometri a occidente del corso principale del fiume Piramo, nei pressi del fiume immissario Sempas Su. L'acropoli sorge su un saliente isolato.
La città era di epoca pre-romana; sotto l'Impero romano assunse il nome di Cesarea (Caesarea) e divenne la metropoli della provincia della Cilicia Secunda. 
Nel 525 fu ricostruita a seguito di un terremoto per volere dell'imperatore Giustino I, che le cambiò il nome in Giustinopoli (Justinopolis), ma l'antico nome nativo resistette e, quando Thoros I d'Armenia ne fece la capitale del Regno armeno di Cilicia, all'inizio del XII secolo, era nota come Anazarva.

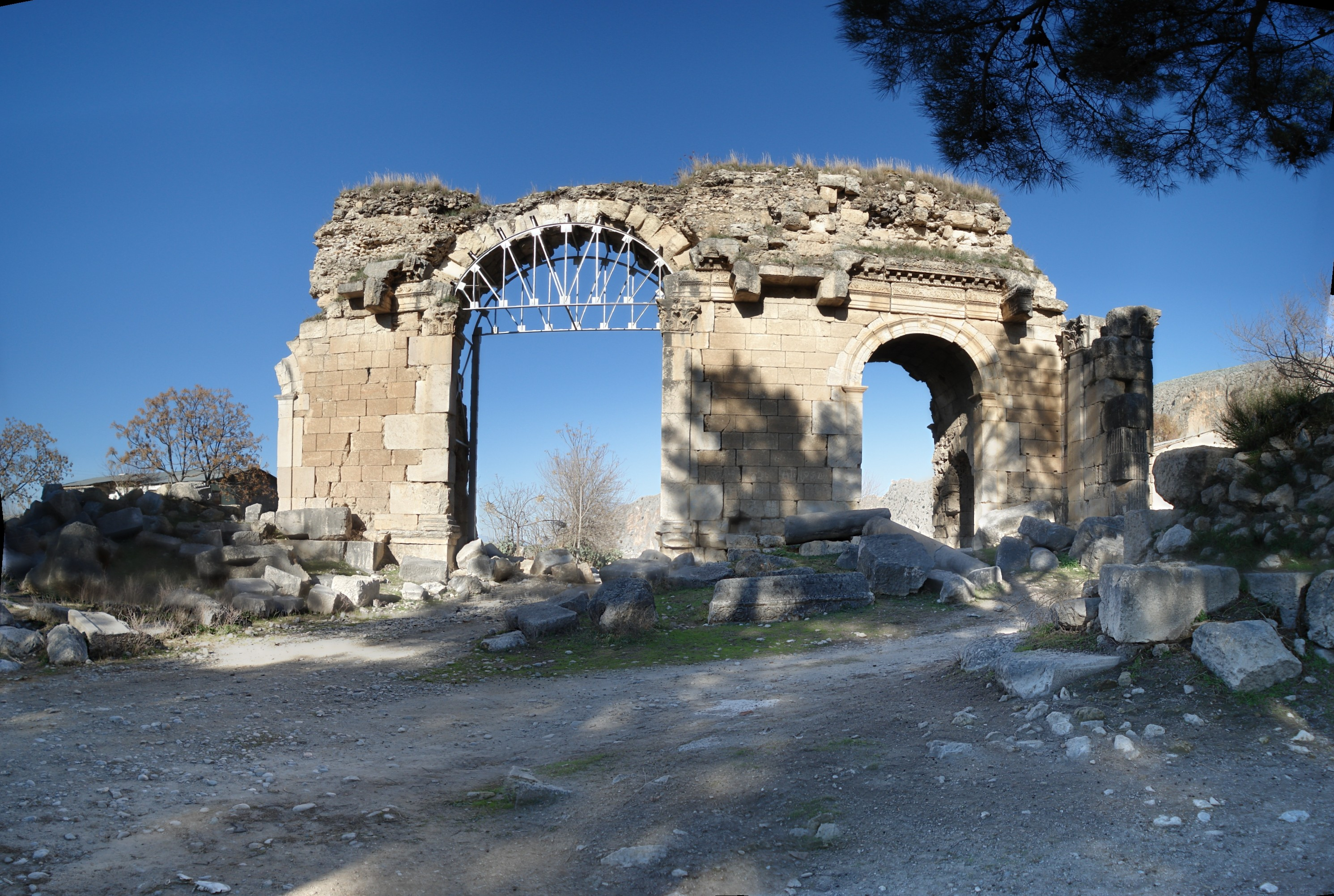
L'arco trionfale di Anazarbo

Dioscoride di Anazarbo, Giuliano di Anazarbo e Oppiano di Anazarbo erano originari di questa città.